# Chascotheca
Chascotheca es un género con dos especies de plantas con flores perteneciente a la familia Phyllanthaceae. La planta se encuentra en Cuba y La Española.

## Sinónimo
- Chaenotheca Urb.

## Especies
- Chascotheca neopeltandra (Griseb.) Urb., Symb. Antill. 5: 14 (1904).
- Chascotheca triplinervia (Müll.Arg.) G.L.Webster, J. Arnold Arbor. 48: 330 (1967).